# Урко Пардо
Урко Пардо (на испански: Urko Pardo) е испански футболист, вратар, който играе за АПОЕЛ.

## Кариера
Започва да тренира футбол в белгийския Андерлехт, а след това в Барселона. За „каталунците“ играе в „Ц“ и „Б“ формациите. Сезон 2005/06 прекарва под наем в два отбора от трета дивизия – Картахена и Сабадел. През лятото на 2007 г. преминава в гръцкия Ираклис Солун, а на следващата година в Рапид Букурещ, където обаче не получава шанс. През 2009 г. е преотстъпен за два сезона на Олимпиакос. През първия е резерва на легендарния Антониос Никополидис, а през втория си сезон там играе редовно. В последния ден на трансферния прозорец за лятото на 2011 г., е привлечен в кипърския шампион АПОЕЛ с договор за 2 години. Дебютира на 19 октомври 2011 г. в мач от груповата фаза на шампионската лига срещу Порто, заменяйки контузения Дионисис Хиотис. През сезон 2014/15 участва във всички мачове на АПОЕЛ в шампионската лига.

## Отличия

### Олимпиакос
- Гръцка суперлига (1): 2010/11

### АПОЕЛ
- Кипърска първа дивизия (5): 2012/13, 2013/14, 2014/15, 2015/16, 2016/17
- Носител на Купата на Кипър (2): 2014, 2015
- Носител на Суперкупата на Кипър (1): 2013